# Being John Malkovich
Being John Malkovich is een Amerikaanse film uit 1999, geschreven door Charlie Kaufman en geregisseerd door Spike Jonze. De productie werd genomineerd voor Oscars voor beste scenario, beste regisseur en beste vrouwelijke bijrol (Catherine Keener). Meer dan veertig filmprijzen werden Being John Malkovich daadwerkelijk toegekend, waaronder een BAFTA, twee Satellite Awards, twee Saturn Awards en een American Comedy Award.

## Verhaal
Craig Schwartz (John Cusack) is een werkloze poppenspeler. Zijn huwelijk met zijn door de zorg voor dieren geobsedeerde vrouw Lotte (Cameron Diaz) staat zwaar onder druk. Op aandringen van haar neemt Craig een baan als kantoorklerk bij een bedrijf genaamd LesterCorp. Hij wordt tewerkgesteld op afdeling 7½ — een afdeling van een halve etage hoog tussen de zevende en achtste verdieping. Terwijl hij daar werkt, ontdekt hij achter een dossierkast een klein deurtje met een tunnel erachter. Wanneer hij hier door kruipt, belandt hij in het hoofd van acteur John Horatio Malkovich (gespeeld door Malkovich zelf). Gedurende vijftien minuten kan hij vanuit het hoofd van de acteur door diens ogen kijken en daarbij alles zien en horen wat de acteur doet. Na vijftien minuten wordt hij de tunnel uitgeslingerd en komt hij in de berm van een snelweg terecht.
Craig deelt zijn ontdekking met zijn collega Maxine Lund (Catherine Keener), op wie hij direct stapelverliefd is, maar zij totaal niet op hem. Samen zetten ze een bedrijfje op waarbij mensen tegen betaling de poort mogen betreden. Ook Lotte probeert het en is in één klap verslingerd aan het proces. Ze bezoekt de acteur meerdere malen. Maxine regelt een afspraak met Malkovich op het moment dat Lotte wederom in zijn hoofd zit, waardoor deze erbij is wanneer Maxine seks heeft met de acteur. Maxine en Lotte worden hierdoor verliefd op elkaar, maar Maxine wil alleen lichamelijk zijn met Lotte wanneer deze in Malkovich zit. De twee maken op deze manier meer afspraakjes.
Craig voelt zich verlaten en bedrogen door de twee vrouwen. Hij dwingt Lotte onder dreiging van een pistool nog een afspraak te maken met Maxine. Ditmaal gaat hij niettemin zelf via de poort Malkovich' hoofd binnen om er zo zelf bij te zijn wanneer deze met Maxine is. Terwijl hij in Malkovich zit, doet Craig daarbij de ontdekking dat hij als hij zich erop toelegt Malkovich' handelingen kan aansturen alsof deze een van zijn poppen is. Tevens kan hij zo langer dan vijftien minuten in Malkovich blijven.
Malkovich merkt dat er iets mis is en ontdekt uiteindelijk de poort. Hij betreedt zelf de poort en daarmee zijn eigen geest. Hij belandt in een wereld waarin iedereen eruitziet zoals hij en enkel het woord 'Malkovich' kan zeggen. De geschrokken Malkovich eist dat Craig en Maxine de poort sluiten. Lotte waarschuwt ondertussen Maxine dat het Craig was die bij hun laatste ontmoeting in Malkovich zat. Tot haar verbazing maakt het Maxine niet veel uit.
Lotte besluit Craig's baas, Lester, op te zoeken. Deze onthult aan haar dat hij al lange tijd op de hoogte is van het bestaan van de poort. Hij gebruikt de poort al decennialang om via verschillende gastlichamen het eeuwige leven te verkrijgen. Hij geeft haar tevens meer uitleg over de poort: de poort blijft met een persoon verbonden tot op de nacht van diens 44e verjaardag. Dan is het lichaam 'rijp' en over te nemen. Na middernacht op de betreffende avond, gaat de poort over op een nieuw, pasgeboren lichaam. Dit lichaam is op zo’n jonge leeftijd echter niet te beheersen. Wie na middernacht de poort betreedt, zal derhalve een gevangene worden in het onderbewustzijn van het nieuwe gastlichaam. Lester bekent dat hij een groep vrienden heeft die met hem mee zullen gaan op de avond van Malkovich' 44e verjaardag. Lotte vertelt Lester dat Craig de poort heeft ontdekt en weet hoe hij Malkovich kan beheersen.
Craig keert ondertussen terug naar Malkovich en besluit voorgoed in het lichaam van de acteur te blijven. Hij trouwt als Malkovich met Maxine en gebruikt Malkovich' status als beroemdheid om een professionele poppenspeler te worden. Hij heeft succes en blaast het fenomeen nieuw leven in, waar vervolgens half Hollywood achteraan holt. Ondertussen blijkt Maxine zwanger te zijn van Malkovich.
Acht maanden later nadert Malkovich' 44e verjaardag. Lester vreest echter dat hij niet sterk genoeg zal zijn om Craig uit Malkovich' lichaam te verdrijven en zelf het bevel over te nemen. Samen met zijn vrienden ontvoert hij Maxine om Craig te dwingen zich over te geven. Ondertussen besluit Lotte Maxine te vermoorden uit boosheid over haar verraad. Door haar toedoen ontsnapt Maxine niettemin aan Lester. Vervolgens belanden de twee vrouwen al vechtend in de poort. Omdat Craig nog steeds in Malkovich' lichaam zit, belanden ze via de poort in Malkovich' onderbewustzijn. Hier zien ze nare onderdrukte herinneringen uit Malkovich' leven. Na vijftien minuten belanden ze weer in de berm naast de snelweg. Daar geeft Maxine toe dat Malkovich haar zwanger maakte terwijl Lotte in hem zat. Lotte is dus eigenlijk de 'vader' van haar ongeboren kind. De vrouwen leggen hun ruzie bij.
Na een ruzie in een bar verlaat Craig met tegenzin Malkovich’ lichaam, waarna Lester en zijn vrienden hem over kunnen nemen. Craig ontmoet Lotte en Maxine weer, maar die negeren hem nu. Ze hebben besloten samen Maxines kind op te voeden. Craig is razend en besluit Malkovich opnieuw te betreden.
Zeven jaar later bezoekt Charlie Sheen Malkovich (Lester). Malkovich onthult hem het volgende gastlichaam van de poort: Emily, Maxines kind. Zij en Lotte leven gelukkig samen met hun dochter. In de slotscène is te zien dat Craig in Emily’s lichaam zit, maar in tegenstelling tot bij Malkovich niets kan doen om haar handelingen te manipuleren. Hij is de poort na middernacht binnengegaan, en datgene waar Lester voor waarschuwde is gebeurd; Craig zit gevangen in Emily’s lichaam. Het enige wat hij kan doen is door haar ogen kijken hoe Lotte en Maxine gelukkig leven.

## Rolverdeling
| Acteur           | Personage              |
| ---------------- | ---------------------- |
| John Malkovich   | John Horatio Malkovich |
| John Cusack      | Craig Schwartz         |
| Cameron Diaz     | Lotte Schwartz         |
| Ned Bellamy      | Derek Mantini          |
| Mary Kay Place   | Floris                 |
| Orson Bean       | Dr. Lester             |
| Catherine Keener | Maxine Lund            |
| K.K. Dodds       | Wendy                  |

### Cameo's
Spike Jonze heeft een cameo in de film als Derek Mantini's assistent. Brad Pitt is even kort te zien in de documentaire over Malkovich' carrière. Sean Penn heeft een cameo als een fan van Malkovich' werk als poppenspeler. Regisseur David Fincher heeft een cameo als Christopher Bing in de American Arts & Culture documentaire over John Malkovich. Charlie Sheen heeft op het eind van de film een gastrol als Malkovich' beste vriend en vertrouweling. Andy Dick is even kort te zien in het publiek bij Malkovich' poppenshow.

## Achtergrond

### Ontwikkeling
Charlie Kaufmans idee voor Being John Malkovich begon volgens hem als “een verhaal over een man die verliefd wordt op iemand die niet zijn vrouw is”. Naarmate het idee vorderde voegde hij elementen toe die hem grappig leken, zoals verdieping 7½. John Malkovich kwam aanvankelijk helemaal niet in het scenario voor. Kaufman schreef het scenario in 1994, maar bijna alle filmstudio’s keurden het af. Kaufman stuurde het scenario uiteindelijk naar Francis Ford Coppola, die het doorgaf aan zijn schoonzoon Spike Jonze. Jonze las het scenario voor het eerst in 1996 en stemde in 1997 toe de film te regisseren. Jonze bracht het scenario naar Propaganda Films, die instemden met de productie.
Met een budget van 10 miljoen dollar werd op 20 juli 1998 begonnen met enkele proefopnames. Deze liepen tot augustus. De opnames vonden voornamelijk plaats in Los Angeles; waaronder de campus van de University of Southern California en aan boord van de RMS Queen Mary.

### Thema's
Het verhaal van de film behandelt verschillende onderwerpen zoals Filosofie van de geest, geweten, de aard van het bewustzijn en perceptie. De film hanteert ook thema’s uit Philip K. Dicks roman The Three Stigmata of Palmer Eldritch.

### Filmmuziek
Alle muziek en teksten zijn geschreven door Carter Burwell, tenzij anders vermeld. 
| Nr. | Titel                                                                                     | Duur |
| --- | ----------------------------------------------------------------------------------------- | ---- |
| 1.  | Amphibian (Mark Bell Mix, geschreven door Björk)                                          | 2:47 |
| 2.  | Malkovich Masterpiece Remix (geschreven door Spike Jonze, uitgevoerd door John Malkovich) | 2:22 |
| 3.  | Puppet Love                                                                               | 2:02 |
| 4.  | Momentary Introspection                                                                   | 1:07 |
| 5.  | You Should Know                                                                           | 0:34 |
| 6.  | Craig Plots                                                                               | 3:40 |
| 7.  | Malkovich Shrine                                                                          | 0:45 |
| 8.  | Embarcation                                                                               | 1:46 |
| 9.  | Subcon Chase                                                                              | 2:03 |
| 10. | The Truth                                                                                 | 1:21 |
| 11. | Love On The Phone                                                                         | 0:46 |
| 12. | To Lester's                                                                               | 0:26 |
| 13. | Maxine Kidnapped                                                                          | 1:15 |
| 14. | To Be John M                                                                              | 1:59 |
| 15. | Craig's Overture                                                                          | 1:00 |
| 16. | Allegro van Music for Strings, Percussion and Celesta, SZ106 (Béla Bartók)                | 7:21 |
| 17. | Carter Explains Scene 71 To The Orchestra                                                 | 0:29 |
| 18. | Lotte Makes Love                                                                          | 1:28 |
| 19. | Monkey Memories                                                                           | 1:32 |
| 20. | Future Vessel                                                                             | 3:40 |
| 21. | Amphibian (Film Mix, written by Björk)                                                    | 4:37 |

### Uitgave en ontvangst
Being John Malkovich werd op 22 oktober 1999 in 25 Amerikaanse bioscopen uitgebracht. De eerste dag bracht de film hier 637.731 dollar op. De week erop draaide de film in 150 bioscopen en steeg de opbrengst naar 1,9 miljoen dollar. De derde week draaide de film in 467 bioscopen en bracht $2.4 miljoen op. De grote première volgde in de vierde week, toen de film in 591 bioscopen draaide. Na 26 weken stopte de Amerikaanse bioscoopvertoning van de film. De opbrengst stond toen op $22.863.596.
In maart 2000 ging de film in het Verenigd Koninkrijk in première en bracht daar 296.282 pond op gedurende de eerste week. De totale opbrengst kwam uit op £1.098.927.
De film werd alom geprezen om zijn originaliteit, zowel wat betreft scenario als regie. Op Rotten Tomatoes scoort de film 92% aan goede beoordelingen. De film haalde de 441e plek op Empire’s lijst van 500 beste films ooit. Roger Ebert gaf de film vier uit vier sterren.
De film kreeg de volgende erkenning van het American Film Institute
- AFI's 100 Years...100 Movies (10th Anniversary Edition) - Nominated[17]
- AFI's 10 Top 10 - Nominated Fantasy Film[18]

## Prijzen en nominaties
Being John Malkovich” werd genomineerd voor 98 prijzen, waarvan ze er 45 won De belangrijkste zijn:
| jaar | prijs         | categorie                            | genomineerde(n)  | uitslag     |
| ---- | ------------- | ------------------------------------ | ---------------- | ----------- |
| 2000 | Academy Award | Beste vrouwelijke bijrol             | Catherine Keener | genomineerd |
| 2000 | Academy Award | Beste regisseur                      | Spike Jonze      | genomineerd |
| 2000 | Academy Award | Beste originele scenario             | Charlie Kaufman  | genomineerd |
| 2000 | Saturn Award  | Beste fantasyfilm                    | -                | gewonnen    |
| 2000 | Saturn Award  | Beste schrijver                      | Charlie Kaufman  | gewonnen    |
| 2000 | Saturn Award  | Beste actrice                        | Catherine Keener |             |
| 2000 | Golden Globe  | Beste film – musical/comedy          | -                | genomineerd |
| 2000 | Golden Globe  | Beste vrouwelijke bijrol in een film | Cameron Diaz     | genomineerd |
| 2000 | Golden Globe  | Beste vrouwelijke bijrol in een film | Catherine Keener | genomineerd |
| 2000 | Golden Globe  | Beste scenario                       | Charlie Kaufman  | genomineerd |
| 2000 | Hugo Award    | Best Dramatic Presentation           | -                | genomineerd |
| 2000 | BAFTA Award   | Beste scenario – origineel           | Charlie Kaufman  | gewonnen    |
| 2000 | BAFTA Award   | Beste montage                        | Eric Zumbrunnen  | genomineerd |
| 2000 | BAFTA Award   | Beste vrouwelijke bijrol             | Cameron Diaz     | genomineerd |